# Сульфат циркония(IV)-тетракалия
Сульфат циркония(IV)-тетракалия — неорганическое соединение,
комплексный сульфат калия и циркония с формулой K4Zr(SO4)4,
бесцветные кристаллы,
растворяется в воде,
образует кристаллогидраты.

## Получение
- Реакция гидроксида циркония и гидросульфата калия:

{\displaystyle {\mathsf {Zr(OH)_{4}+4KHSO_{4}\ {\xrightarrow {}}\ K_{4}Zr(SO_{4})_{4}+2H_{2}O}}}

## Физические свойства
Сульфат циркония(IV)-тетракалия образует бесцветные кристаллы.
Растворяется в воде.
Образует кристаллогидрат состава K4Zr(SO4)4•3H2O,
моноклинная сингония,
пространственная группа P 21/n,
параметры ячейки a = 1,52241 нм, b = 0,72142 нм, c = 1,70766 нм, β = 102,349°, Z = 4.